# Atlético San Cristóbal
Atlético San Cristóbal war ein venezolanischer Fußballverein aus San Cristóbal. Der Verein wurde 1980 gegründet, 1986 aufgelöst und trug seine Heimspiele im Estadio Polideportivo de Pueblo Nuevo aus, das heute Platz bietet für 42.000 Zuschauer. Atlético San Cristóbal wurde 1982 und 1985 venezolanischer Fußballmeister.

## Geschichte
Der Verein Atlético San Cristóbal wurde im Jahre 1980 in San Cristóbal im venezolanischen Bundesstaat Táchira, im Westen des Landes, gegründet. Bereits im zweiten Jahr nach der Vereinsgründung schaffte man durch einen ersten Rang in der zweitklassigen Segunda División den Sprung in die Primera División, die höchste Spielklasse im venezolanischen Fußball. Dort konnte Atlético San Cristóbal schnell gut mithalten und wurde 1982 als Aufsteiger Fußballmeister von Venezuela. In der ersten Liga wurde der erste Rang mit einem Punkt Vorsprung vor Deportivo Táchira und Universidad de Los Andes FC erreicht und somit die erste und auch einzige Meisterschaft der Vereinsgeschichte geschafft. Dadurch war San Cristóbal für die Copa Libertadores 1983 startberechtigt. Bei dem Turnier wurde in der ersten Gruppenphase der erste Platz in der Gruppe vier vor El Nacional und Barcelona SC Guayaquil aus Ecuador sowie dem Liga- und Stadtkonkurrenten Deportivo Táchira erreicht, wodurch man in die zweite Gruppenphase, die damals das Halbfinale darstellte, einzog. Dort hatte die Mannschaft von Atlético San Cristóbal gegen Peñarol und Nacional Montevideo keine Chance.
Atlético San Cristóbal spielte bis 1985 in der Primera División, ohne noch einmal Meister zu werden. In genanntem Jahr gab der Verein die Fusion mit Deportivo Táchira bekannt, um den neuen Verein Unión Atlético Táchira zu gründen. Nach dem Vollzug der Fusion wurde Atlético San Cristóbal 1986 aus dem Vereinsregister gestrichen. Der neue Verein bestand unter dem damaligen Namen bis 1996, ehe die Rückbenennung in Deportivo Táchira erfolgte.

## Erfolge
- Primera División: 1× (1982)

- Segunda División: 1× (1981)

- Copa Venezuela: 1× (1995/96)

- Teilnahme an der Copa Libertadores: 1×

1983 zweite Gruppenphase

## Bekannte Spieler
- Pedro Brito
- Pedro Febles
- Carlos Horacio Moreno
- Andrés Paz
- Carlos Maldonado Piñeiro